# Syria International 2008
Die Syria International 2008 im Badminton fanden vom 14. bis zum 17. Oktober 2008 in Damaskus statt.

## Sieger und Platzierte
| Disziplin    | Gold                                      | Silber                       | Bronze                       |
| ------------ | ----------------------------------------- | ---------------------------- | ---------------------------- |
| Herreneinzel | Mohammadreza Kheradmandi                  | Ali Shahhosseini             | Rohan Castelino              |
| Herreneinzel | Mohammadreza Kheradmandi                  | Ali Shahhosseini             | Ankush Jadhav                |
| Dameneinzel  | Sayali Gokhale                            | Sampada Sahastrabuddhe       | Hadil Kareem                 |
| Dameneinzel  | Sayali Gokhale                            | Sampada Sahastrabuddhe       | Negin Amiripour              |
| Herrendoppel | Mohammadreza Kheradmandi Ali Shahhosseini | Mohammad Attique Rizwan Azam | Alkhleef Mohammad Amam Tareq |
| Herrendoppel | Mohammadreza Kheradmandi Ali Shahhosseini | Mohammad Attique Rizwan Azam | Jbara Saeed Atasi Waheeb     |
| Damendoppel  | Negin Amiripour Sahar Zamanian            | Hadia Hosny Sabereh Kabiri   | Kristi Das Kowsar J. Anees   |
| Damendoppel  | Negin Amiripour Sahar Zamanian            | Hadia Hosny Sabereh Kabiri   | Isha Akram Hadil Kareem      |
| Mixed        | Mohammad Attique Isha Akram               | Rohan Castelino Hadil Kareem | Vijay Anand Kowsar J. Anees  |
| Mixed        | Mohammad Attique Isha Akram               | Rohan Castelino Hadil Kareem | Anirban Chetia Kristi Das    |